# Pavonia hexaphylla
Pavonia hexaphylla är en malvaväxtart som först beskrevs av Spencer Le Marchant Moore, och fick sitt nu gällande namn av Krapovickas. Pavonia hexaphylla ingår i släktet påfågelsmalvor, och familjen malvaväxter. Inga underarter finns listade i Catalogue of Life.